# Diocesi di Évreux

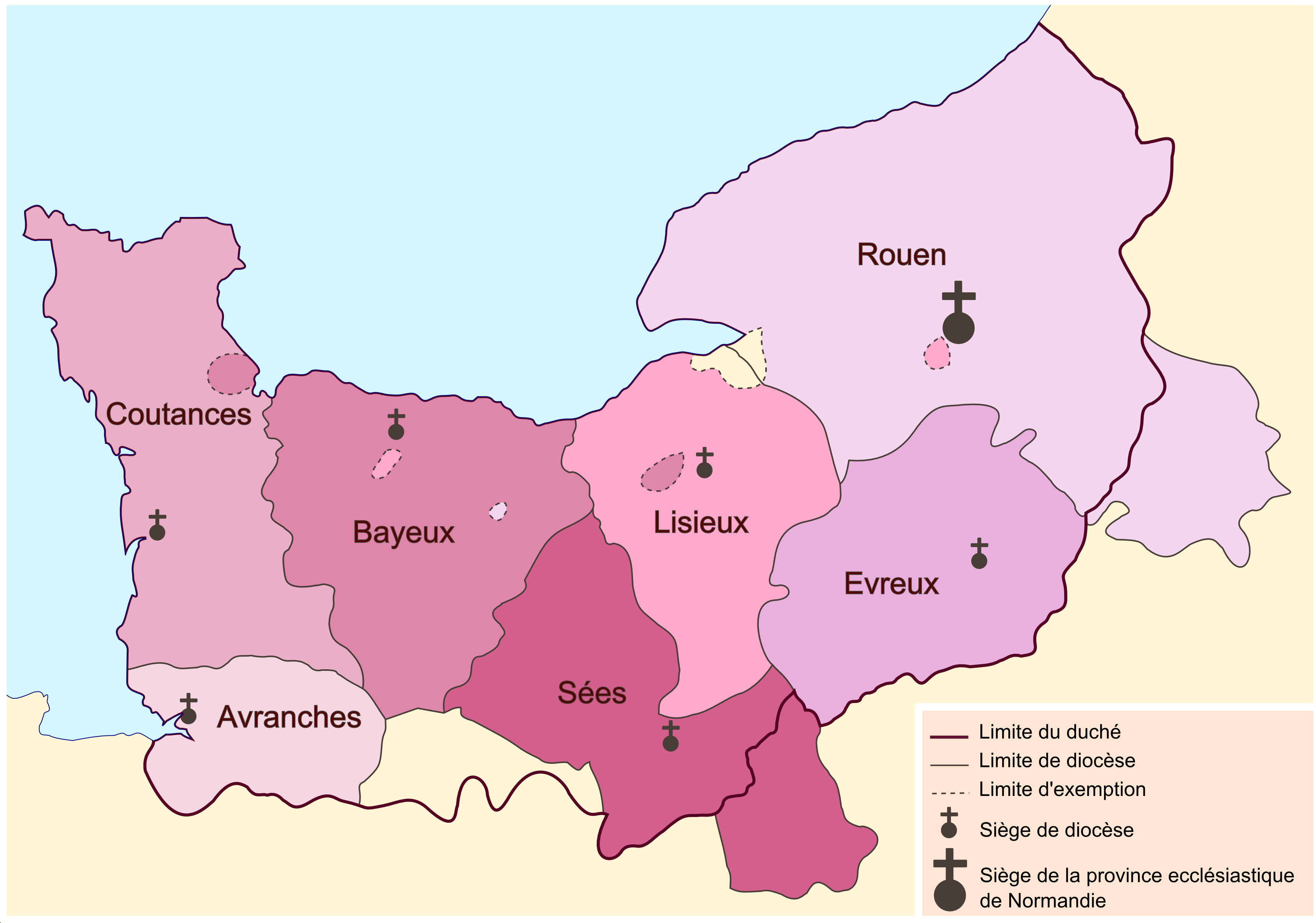
Mappa delle diocesi storiche della Normandia prima della rivoluzione francese.

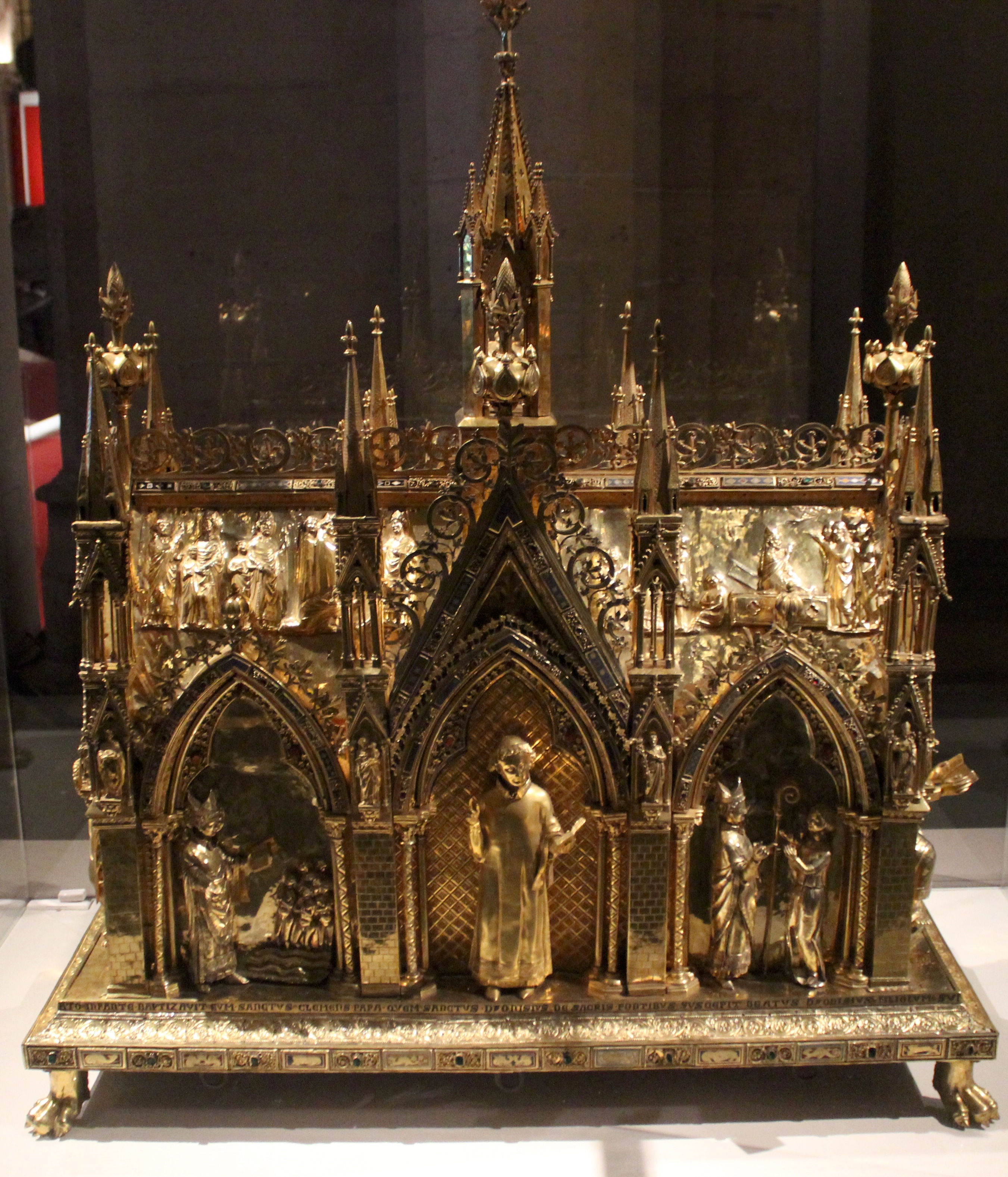
Reliquiario del XIII secolo contenente le reliquie di san Taurino, primo vescovo di Évreux, conservate nella chiesa dedicata al santo nella città episcopale.

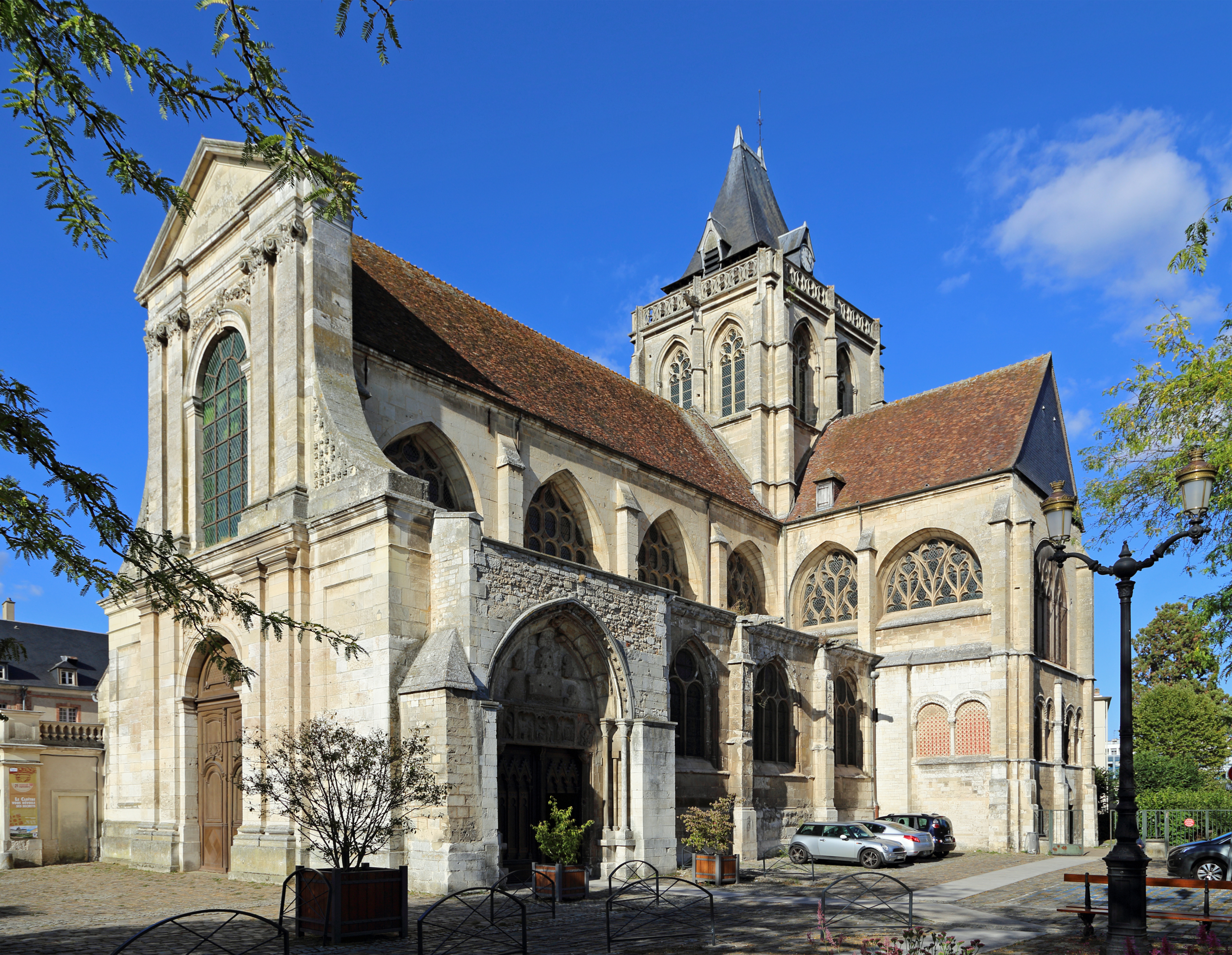
La chiesa di San Taurino, che in origine faceva parte di un complesso monastico fatto edificare da Riccardo I di Normandia nel X secolo.

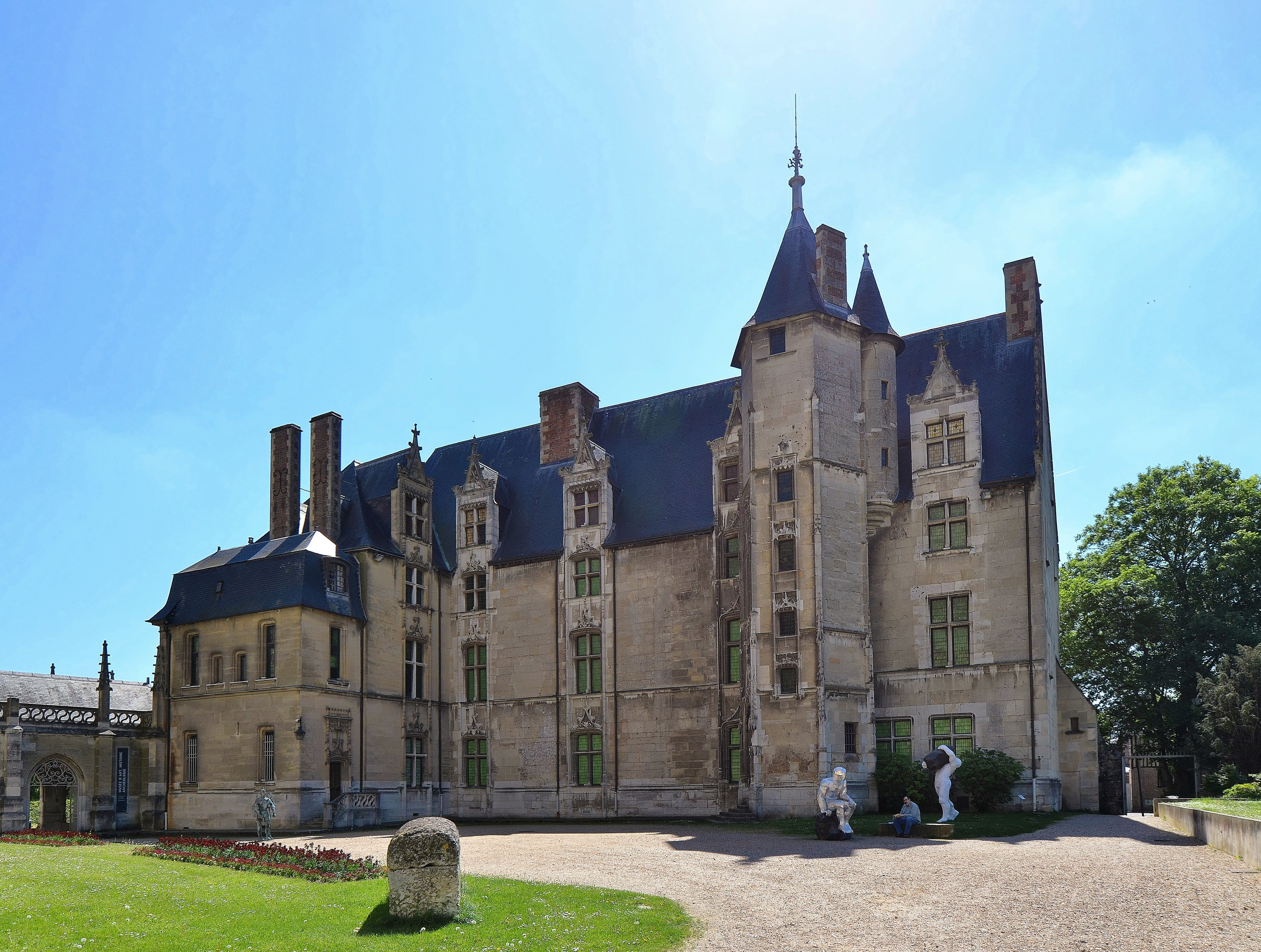
L'antico palazzo episcopale di Evreux, costruito nel XV secolo dal vescovo Raoul du Fou; oggi ospita il museo della città.

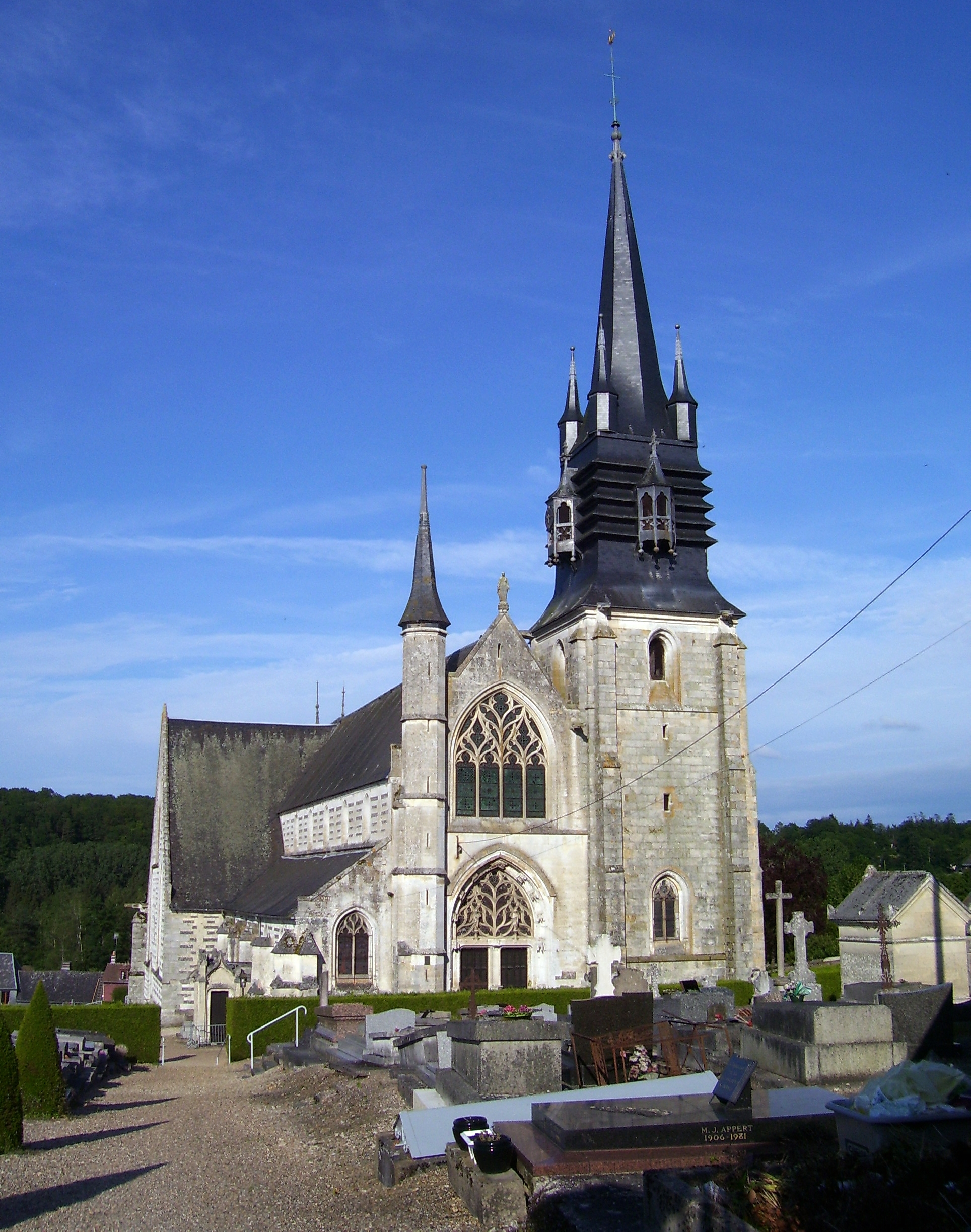
La basilica minore di Notre-Dame-de-la-Couture di Bernay.

La diocesi di Évreux (in latino Dioecesis Ebroicensis) è una sede della Chiesa cattolica in Francia suffraganea dell'arcidiocesi di Rouen. Nel 2023 contava 344.160 battezzati su 599.668 abitanti. È retta dal vescovo Olivier de Cagny.

## Territorio
La diocesi comprende il dipartimento francese dell'Eure.
Sede vescovile è la città di Évreux, dove si trova la cattedrale di Notre-Dame. A Bernay sorge la basilica minore di Notre-Dame-de-la-Couture.
Il territorio è suddiviso in 32 parrocchie, raggruppate in 7 decanati.

## Storia
La diocesi fu eretta in epoca antica. Secondo fonti tradizionali, evangelizzatore e primo vescovo sarebbe stato san Taurino, vissuto tra il IV e V secolo; questa era una certezza all'epoca di Carlo il Calvo (metà del IX secolo), quando fu scritto il racconto della traslazione delle sue reliquie, avvenuta durante l'episcopato di san Laudulfo alla fine del VI secolo, il quale edificò la basilica in onore del protovescovo della diocesi. Per i primi riscontri storici di un vescovo di Évreux occorre attendere il concilio di Orléans del 511, cui assistette il vescovo Maurusio; ai successivi concili di Orléans della prima metà del secolo prese parte il vescovo Licinio.
Mediolanum Aulercorum, capitale del popolo celtico degli Aulerci Eburovici, era una civitas della provincia romana della Gallia Lugdunense seconda, come attestato dalla Notitia Galliarum dell'inizio del V secolo. Dal punto di vista religioso, come di quello civile, Evreux dipendeva dalla provincia ecclesiastica dell'arcidiocesi di Rouen, sede metropolitana provinciale.
Durante l'Alto Medioevo le abbazie di Notre-Dame de l'Estrée, di Lyre e di Conches completarono il processo di cristianizzazione delle campagne.
Si deve al vescovo Guillaume Flertel († 1066), la ricostruzione della cattedrale, caduta in rovina dopo le incursioni dei Normanni, che fu consacrata nel 1077. Distrutta nel 1119 da un incendio, l'attuale cattedrale fu eretta in stile gotico a partire dal 1220 e ultimata, dopo numerose interruzioni a causa delle continue guerre, nel XV secolo.
Nel 1667 il vescovo Henri Cauchon de Maupas du Tour istituì il seminario diocesano.
Al momento dell'insorgere della rivoluzione, la diocesi comprendeva 473 parrocchie, raggruppate in 3 arcidiaconati (Évreux, Ouche e Neubourg) e 12 decanati.
In seguito al concordato con la bolla Qui Christi Domini di papa Pio VII del 29 novembre 1801 la diocesi si ampliò, incorporando parti della soppressa diocesi di Lisieux, e porzioni dell'arcidiocesi di Rouen; contestualmente cedette una porzione di territorio alla diocesi di Séez.
Nell'Ottocento, un prete diocesano, Jacques-Désiré Laval, che prima dell'ordinazione sacerdotale era stato un medico, partì come missionario per le Mauritius, dove divenne l'apostolo degli africani liberati dalla schiavitù. È stato beatificato da papa Giovanni Paolo II nel 1979.

## Cronotassi dei vescovi
Si omettono i periodi di sede vacante non superiori ai 2 anni o non storicamente accertati.
- San Taurino †
- San Waldo o Gaudo †[2]
- Maurusio † (menzionato nel 511)
- Licinio † (prima del 538 - dopo il 549)
- Ferrocinto † (prima del 557 - dopo il 573)[3]
- Viatore † (fine del VI secolo)
- San Laudulfo † (fine del VI secolo)[4]
- Erminulfo † (menzionato nel 614)
- Deodato †[5]
- Ragnerico † (menzionato nel 650)
- Concesso † (prima del 660 - dopo il 667)
- Sant'Eterno †
- Sant'Aquilino † (prima del 683 - dopo il 688 o 689)[6]
- Desiderio † (fine VII secolo)[7]
- Stefano †[8]
- Maurino † (menzionato nel 762)
- San Gerboldo † (prima del 783 - 787 dimesso)
- Audoeno (Oinus) †
- Giuseppe † (prima dell'833 - dopo l'841)[9]
- Guntberto † (prima dell'850 - dopo l'862)
- Ilduino † (circa 864[10] - circa 870 deceduto)
- Sebario o Seibardo † (prima del 25 giugno 870 - dopo l'886 o 892)
- Cerdegario † (inizio del X secolo)
- Ugo † (menzionato nel 933)
- Guiscardo (prima del 950 - dopo il 969)
- Gérard † (prima del 988 - dopo il 1006 circa)
- Gilbert I † (prima del 1012 - 1014 deceduto)
- Hugues II † (prima del 1015 - 20 aprile 1046 deceduto)
- Guillaume Flertel † (1046 - 11 febbraio 1066 deceduto)
- Baudouin † (prima del 18 giugno 1066 - 23 dicembre 1070 deceduto)
- Gilbert Fitz Osbern † (1071 - 29 agosto 1112 deceduto)
- Audin de Bayeux † (1113 - 2 luglio 1139 deceduto)
- Rotrou de Warwick (o di Beaumont-le-Roger) † (1139 - 1165 nominato arcivescovo di Rouen)
  - Sede vacante (1165-1170)
- Gilles du Perche † (1170 - 8 o 9 settembre 1179 deceduto)
- Jean I † (dopo il 15 gennaio 1180 - 1º giugno 1192 deceduto)
- Garin de Cierrey † (1193 - 14 o 15 agosto 1201 deceduto)
- Robert de Roye † (1201 - 1203 deceduto)
- Lucas † (16 febbraio 1203 - 30 gennaio 1220 deceduto)
- Raoul de Cierrey I † (1220 - 18 marzo 1223 deceduto)
- Richard de Bellevue † (17 luglio 1223 - 4 aprile 1236 deceduto)
- Raoul de Cierrey II † (2 giugno 1236 - 18 gennaio 1243 deceduto)
- Jean de La Cour d'Aubergenville † (26 febbraio 1244 - 1º giugno 1256 deceduto)
- Raoul de Grosparmy † (19 ottobre 1259 consacrato - 1263 dimesso
- Raoul de Chevry † (29 luglio 1263 consacrato - 29 settembre 1269 deceduto)
- Philippe de Chaourse † (prima di febbraio 1270 - 21 agosto 1281 deceduto)
- Nicolas d'Auteuil † (26 ottobre 1281 - 17 maggio 1298 deceduto)
- Geoffroy de Bar † (1298 - 18 aprile 1299 deceduto)
- Mathieu des Essarts † (8 agosto 1299 - 1º ottobre 1310 deceduto)
- Geoffroy du Plessis † (22 gennaio 1311 - 13 novembre 1327 deceduto)
  - Adam de l'Îlle † (11 gennaio 1328 - 24 marzo 1328 deceduto) (vescovo eletto)
- Jean du Prat † (11 aprile 1328 - 1333 dimesso)
- Guillaume des Essarts † (30 luglio 1333 - 17 ottobre 1334 deceduto)
- Vincent des Essarts † (12 ottobre 1334 - marzo 1335 deceduto)
- Geoffroy de Faé † (1º aprile 1335 - 15 aprile 1340 deceduto)
- Robert de Brucourt † (20 ottobre 1340 - 24 gennaio 1375 deceduto)
- Guglielmo di Estouteville I † (7 febbraio 1375 - 12 novembre 1376 nominato vescovo di Auxerre)
- Bernard de Caritis † (12 novembre 1376 - agosto 1383 deceduto)
- Philippe de Moulins † (7 ottobre 1383 - 2 dicembre 1388 nominato vescovo di Noyon)
- Guillaume de Vallau † (2 dicembre 1388 - 23 aprile 1400 deceduto)
- Guillaume de Cantiers † (1400 - 12 giugno 1418 deceduto)
- Paolo Capranica † (14 febbraio 1420 - 16 giugno 1427 nominato arcivescovo di Benevento)
- Martial Formier † (16 giugno 1427 - 13 agosto 1439 deceduto)
- Pasquier des Vaux † (25 ottobre 1439 - 28 gennaio 1443 nominato vescovo di Lisieux)
- Pierre de Comborn † (28 gennaio 1443 - 20 maggio 1465 nominato vescovo di Saint-Pons-de-Thomières)
- Jean Balue † (20 maggio 1465 - 5 giugno 1467 nominato vescovo di Angers)
- Antoine la Balue, O.S.B. † (5 giugno 1467 - 30 ottobre 1467 nominato vescovo di Saint-Pons-de-Thomières)
- Ythier Durandi † (30 ottobre 1467 - 1470 ? dimesso)
- Pierre Turpin de Crissé † (11 marzo 1470 - 1473 deceduto)
- Jean Héberge † (17 novembre 1473 - 28 agosto 1479 deceduto)
- Guillaume de Clugny † (1º ottobre 1479 - 26 ottobre 1479 nominato vescovo di Poitiers)
- Raoul du Fou † (22 novembre 1479 - 2 febbraio 1511 deceduto)
- Ambroise Le Veneur de Tillières † (1511 - 23 settembre 1531 deceduto)
- Gabriel Le Veneur de Tillières † (6 settembre 1531 - 15 maggio 1574 deceduto)
- Claude de Sainctes, C.R.S.A. † (17 novembre 1574 - 1591 deceduto)
- Jacques Davy Du Perron † (11 dicembre 1592 - 9 ottobre 1606 nominato arcivescovo di Sens)
- Guillaume de Péricard † (4 luglio 1608 - 26 novembre 1613 deceduto)
- François de Péricard † (26 novembre 1613 succeduto - 21 luglio 1646 deceduto)
- Jacques Le Noël du Perron † (24 agosto 1646 - 17 febbraio 1649 deceduto)
- Gilles Boutault † (17 aprile 1649 - 11 marzo 1661 deceduto)
  - Sede vacante (1661-1664)
- Henri Cauchon de Maupas du Tour † (31 marzo 1664 - 12 agosto 1680 deceduto)
- Louis Joseph Adhémar de Monteil de Grignan † (28 aprile 1681 - 22 settembre 1681 nominato vescovo di Carcassonne)
- Jacques Potier de Novion † (16 febbraio 1682 - 14 ottobre 1709 deceduto)
- Jean Le Normant † (10 novembre 1710 - 7 maggio 1733 deceduto)
- Pierre-Jules-César de Rochechouard-Montigny † (15 febbraio 1734 - 21 settembre 1753 dimesso)[11]
- Arthur-Richard Dillon † (26 settembre 1753 - 18 luglio 1758 dimesso)[12]
- Léopold-Charles de Choiseul-Stainvill † (2 ottobre 1758 - 30 aprile 1759 dimesso)[13]
- Louis-Albert de Lezay-Marnesia † (24 settembre 1759 - 14 gennaio 1774 dimesso)
- François de Narbonne Lara † (18 aprile 1774 - 12 novembre 1792 deceduto)
  - Sede vacante (1792-1802)
- Jean-Baptiste Boulier † (17 aprile 1802 - 30 ottobre 1821 deceduto)
- Charles-Louis Salmon du Châtelier † (19 aprile 1822 - 8 aprile 1841 deceduto)
- Nicolas-Théodore Olivier † (12 luglio 1841 - 21 ottobre 1854 deceduto)
- Henri-Marie-Gaston Boisnormand de Bonnechose † (23 marzo 1855 - 18 marzo 1858 nominato arcivescovo di Rouen)
- Jean-Sébastien-Adolphe Devoucoux † (18 marzo 1858 - 2 maggio 1870 deceduto)
- François Grolleau † (27 giugno 1870 - 3 aprile 1890 deceduto)
- François Hautin † (26 giugno 1890 - 15 giugno 1893 nominato arcivescovo di Chambéry)
- Louis-François Sueur † (18 maggio 1894 - 25 giugno 1896 nominato arcivescovo di Avignone)
- Marie-Simon-Henri Colomb † (25 giugno 1896 - 9 febbraio 1898 deceduto)
- Philippe Meunier † (24 marzo 1898 - 11 gennaio 1913 deceduto)
- Louis-Jean Dechelette † (7 febbraio 1913 - 11 aprile 1920 deceduto)
- Constantin-Marie-Joseph Chauvin † (30 luglio 1920 - 17 marzo 1930 deceduto)
- Alphonse-Paul-Désiré Gaudron † (2 agosto 1930 - 24 marzo 1964 dimesso[14])
- Antoine Caillot † (24 marzo 1964 succeduto - 12 aprile 1972 dimesso)
- Jean Marcel Honoré † (24 ottobre 1972 - 13 agosto 1981 nominato arcivescovo di Tours)
- Jacques Jean Edmond Georges Gaillot † (5 maggio 1982 - 13 gennaio 1995 nominato vescovo titolare di Partenia)
- Jacques Louis Antoine Marie David † (2 febbraio 1996 - 28 gennaio 2006 ritirato)
- Christian Philippe Pierre Robert Nourrichard (28 gennaio 2006 succeduto - 2 giugno 2023 ritirato)
- Olivier de Cagny, dal 2 giugno 2023

## Statistiche
La diocesi nel 2023 su una popolazione di 599.668 persone contava 344.160 battezzati, corrispondenti al 57,4% del totale.
| anno | popolazione | popolazione | popolazione | presbiteri | presbiteri | presbiteri | presbiteri                | diaconi | religiosi | religiosi | parrocchie |
| anno | battezzati  | totale      | %           | numero     | secolari   | regolari   | battezzati per presbitero | diaconi | uomini    | donne     | parrocchie |
| ---- | ----------- | ----------- | ----------- | ---------- | ---------- | ---------- | ------------------------- | ------- | --------- | --------- | ---------- |
| 1950 | 303.000     | 315.702     | 96,0        | 345        | 312        | 33         | 878                       |         | 20        | 500       | 582        |
| 1970 | 330.000     | 381.170     | 86,6        | 326        | 289        | 37         | 1.012                     |         | 61        | 586       | 583        |
| 1980 | 355.000     | 428.500     | 82,8        | 240        | 219        | 21         | 1.479                     | 1       | 21        | 502       | 583        |
| 1990 | 367.000     | 499.000     | 73,5        | 176        | 156        | 20         | 2.085                     | 7       | 24        | 380       | 583        |
| 1999 | 391.000     | 540.840     | 72,3        | 136        | 112        | 24         | 2.875                     | 23      | 30        | 316       | 135        |
| 2000 | 397.600     | 550.000     | 72,3        | 137        | 114        | 23         | 2.902                     | 24      | 29        | 316       | 70         |
| 2001 | 382.000     | 530.000     | 72,1        | 140        | 114        | 26         | 2.728                     | 21      | 32        | 316       | 63         |
| 2003 | 390.000     | 541.000     | 72,1        | 123        | 100        | 23         | 3.170                     | 22      | 29        | 316       | 41         |
| 2004 | 390.000     | 541.000     | 72,1        | 118        | 99         | 19         | 3.305                     | 22      | 25        | 316       | 41         |
| 2006 | 396.600     | 550.000     | 72,1        | 105        | 89         | 16         | 3.777                     | 24      | 22        | 316       | 37         |
| 2013 | 348.800     | 571.000     | 61,1        | 84         | 77         | 7          | 4.152                     | 24      | 21        | 140       | 32         |
| 2016 | 352.600     | 612.518     | 57,6        | 72         | 66         | 6          | 4.897                     | 25      | 20        | 142       | 32         |
| 2019 | 348.000     | 606.419     | 57,4        | 80         | 61         | 19         | 4.350                     | 25      | 28        | 140       | 33         |
| 2021 | 345.300     | 601.843     | 57,4        | 57         | 50         | 7          | 6.057                     | 24      | 42        | 101       | 33         |
| 2023 | 344.160     | 599.668     | 57,4        | 56         | 49         | 7          | 6.145                     | 25      | 16        | 140       | 32         |